# Freden i Nykøbing
Freden i Nykøbing eller Nykøbing Reces (nogle gange den nykøbingske reces) var en fred, der blev indgået mellem den danske kong Hans og Hansestæder i 1507 på slottet i Nykøbing Falster. Danmark stillede store krav under forhandlingerne, og man endte med et forlig. Freden holdt dog ikke længe, da ingen af parterne overholdt aftalerne, og i 1509 var krigen atter i fuld gang.

## Baggrund
Op igennem 1400-tallet var der adskillige sammenstød mellem Danmark og hansaforbundet. Eksempelvis blev det vendisk-saksiske forbund oprettet i 1427 mod Erik af Pommern. Ligeledes havde hansestæderne taget parti med Sverige for at modarbejde Kalmarunionen. I 1503 opfordrede kong Hans borgerne i Danzig (det nuværende Gdańsk) til ikke at samarbejde med svenskerne. Lübeck havde omvendt klaget over Danmark, bl.a. over at Oluf Holgersen Ulfstand skulle have taget gods i Gedser og bragt det til Nykøbing.
I sommeren bad kong Hans om at få svar på en skrivelse fra de mecklenburgske hertuger sendt til Nykøbing, og regenten havde således planlagt et ophold i byen. I løbet af efteråret lavede man Segeberg-aftalen, men der var stadig uafklarede problemer, og der blev derfor aftalt endnu et møde i løbet af 1507, som enten skulle foregå i Burg på Femern eller i Nykøbing til sankthans. I februar 1507 lagde man sig endeligt fast på at afholde møde i Nykøbing, samt at det skulle foregå på hansedage, således at man imødeså købmændenes interesser.

## Freden
Selve fredsforhandlingerne foregik fra d. 24. juni til 8. juli 1507 både på Nykøbing Slot, men også på byens rådhus. Fra hansestæderne var Lübeck, Lüneburg, Danzig, Hamburg, Rostock og Wismar repræsenteret, og deres repræsentanter boede på gråbrødreklostret i byen. De danske repræsentanter talte Kong Hans, ærkebiskop Birger Gunnersen fra Lund, bisperne Johan Jepsen Ravensberg fra Roskilde, Jens Andersen Beldenak fra Odense og Niels Friis fra Viborg Derudover var der repræsentanter for Ludvig 12. af Frankrig og den skotske kong Jakob 4. sendte kirkemanden Robert Forman. Sidstnævnte støttede Danmark i landets krav under forhandlingerne.
Hansestæderne stillede en del erstatningskrav, mens Danmark stillede modkrav, og inddrog sager, der gik helt tilbage til Valdemar Sejr (regerede 1202-1241). Bl.a. blev det forlangt at få en borg i Lübeck tilbage, som Danmark tidligere havde besiddet. Ligeledes krævede man de skatter som Valdemar Atterdag havde fået bevilget af kejser Karl 4.. I alt bestod Danmarks krav af 46 paragraffer, og sammenlagt var disse krav meget voldsomme, og givetvis et spørgsmål om at have noget at give af i forhandlingerne.
Hanseforbundet mindskede under forhandlingerne deres krav betydeligt. Eksempelvis gik de fra at kræve erstatning for 24 skibe til kun at få erstatning for to. Den endelige fred indbefattede at Hansestæderne ikke måtte drive handel med Sverige, og de måtte heller ikke købe svenske varer i udenlandske havne. Svenskere, der kom til Lübeck for at sælge varer, skulle fængsles. Danzig, Riga og Reval (nutidens Tallinn) blev opfordret til samme praksis. Slutteligt skulle lübske skibe vise den danske konge respekt ved at stryge flaget, såfremt de mødte hans skibe på søen. Til gengæld for dette lovede kong Hans at give dem deres gamle privilegier tilbage samt at vise dem velvilje. Enkelte tiltag blev afgjort ved at betale voldgift, men også her måtte Lübeck nøjes med blot 60 ud af de oprindelige 200 rhinske gylden, som oprindeligt var deres krav.

## Betydning
Fredsforhandlingerne gav ingen langsigtet fred mellem Danmark og Hanseforbundet. I efteråret samme år lod man en hel svensk flåde købe varer i Danzig. Kong Hans skrev til Jakob 4. af Skotland for at få hjælp i begyndelsen af 1508. Lübeck genåbnede krigen igen 19. januar, og efter kroningen af kejser Maximilian 1. i februar fik de også hans støtte. Han ophævede forbuddet mod at handle med Sverige, og opfordrede den danske konge til at levere gods tilbage til Lübeck, som var blevet tilbageholdt. I 1509 var krigen på samme niveau som inden fredsforhandlingerne.